# Adelaïde Lefebvre

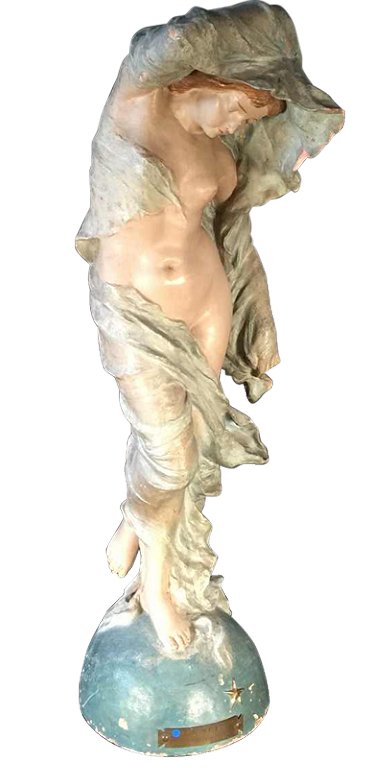
La nuit (1888)

Adelaïda Elisée Emilia (Adelaïde) Maeterlinck-Lefebvre (Gent, 4 mei 1860 – aldaar, 17 april 1940) was een Belgisch beeldhouwer.

## Leven en werk
Adelaïde Lefebvre was een dochter van Elisée Sabbas Lefebvre (1831-1910), leraar, later schooldirecteur in het middelbaar onderwijs, en Cécilia Adelaida Theresia De Laval (1821-1908). Ze werd ingeleid in het kunstenaarsvak door haar moeder, die amateurschilder was. Lefebvre schilderde genrestukjes met een symbolische betekenis en maakte als beeldhouwer figuurvoorstellingen in terracotta en brons. Ze had in haar werk een voorkeur voor schaars geklede vrouwen, een enkele keer werd haar inzending voor een tentoonstelling geweigerd.
Lefebvre behoorde met onder anderen Elise Van den Bossche, Hélène Cornette, Henriëtte Calais, Jenny Lorrain, Berthe Van Tilt, Juliette Samuel-Blum, Yvonne Serruys en Julia Vanzype tot de eerste generatie Belgische beeldhouwsters die vanaf eind 19e eeuw deelnamen aan de Belgische Salons. Ze nam onder meer deel aan de Exposition nationale des Beaux-Arts in Antwerpen (1884) en de Salon van Brussel (1893). In 1892 was ze een van de drie beeldhouwsters op de door de Société Royale pour l’Encouragement des Beaux-Arts (SEBA) georganiseerde Salon in Gent, ze verkocht op de tentoonstelling haar bronzen werk Révélation (Openbaring).
De kunstenares trouwde in 1890 met de schilder Louis Maeterlinck (1846-1926). Hij was lid van de Société Royale pour l’Encouragement des Beaux-Arts (1880-1900), bestuurder van de Cercle Artistique et Littéraire (1888-1900) en werd in 1896 aangesteld als conservator van het Museum voor Schone Kunsten in Gent. Ze woonden aanvankelijk aan de Gentse Eedverbondkaai, vanaf 1911 tot aan hun overlijden woonde het echtpaar in Lefebvres ouderlijk huis aan de Coupure links 5 in Gent.
Adelaïde Maesterlinck-Lefebvre overleed op 79-jarige leeftijd.